# Museen in Dresden
Ihren Museen hat die Stadt Dresden ihren Weltruhm, den Beinamen Elbflorenz und ihre gegenwärtige Bedeutung als Kunst- und Kulturmetropole zum großen Teil zu verdanken. In der ehemaligen Residenzstadt und heutigen Landeshauptstadt befinden sich die Kunstsammlungen des Kurfürstentums, des Königreichs und des Freistaats Sachsen.
Auch das Schloss Pillnitz, das „Armee-Museum“, das Hygiene-Museum und die Museen der Stadt Dresden leben besonders von der wechselvollen Geschichte Dresdens. Weiterhin gibt es viele weniger bekannte Einrichtungen, die die Museumslandschaft erweitern.

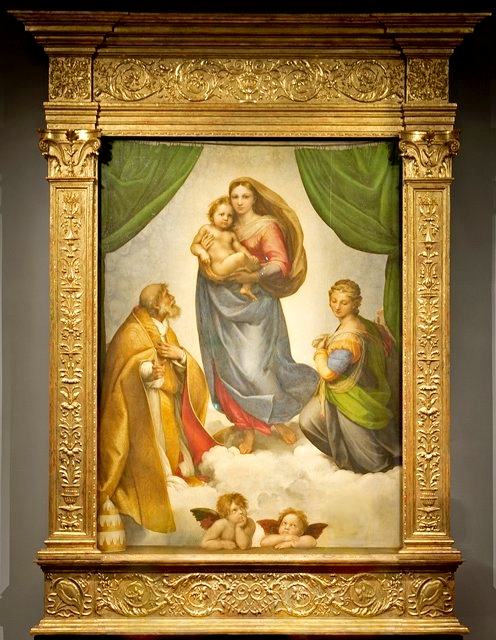
„Sixtinische Madonna“

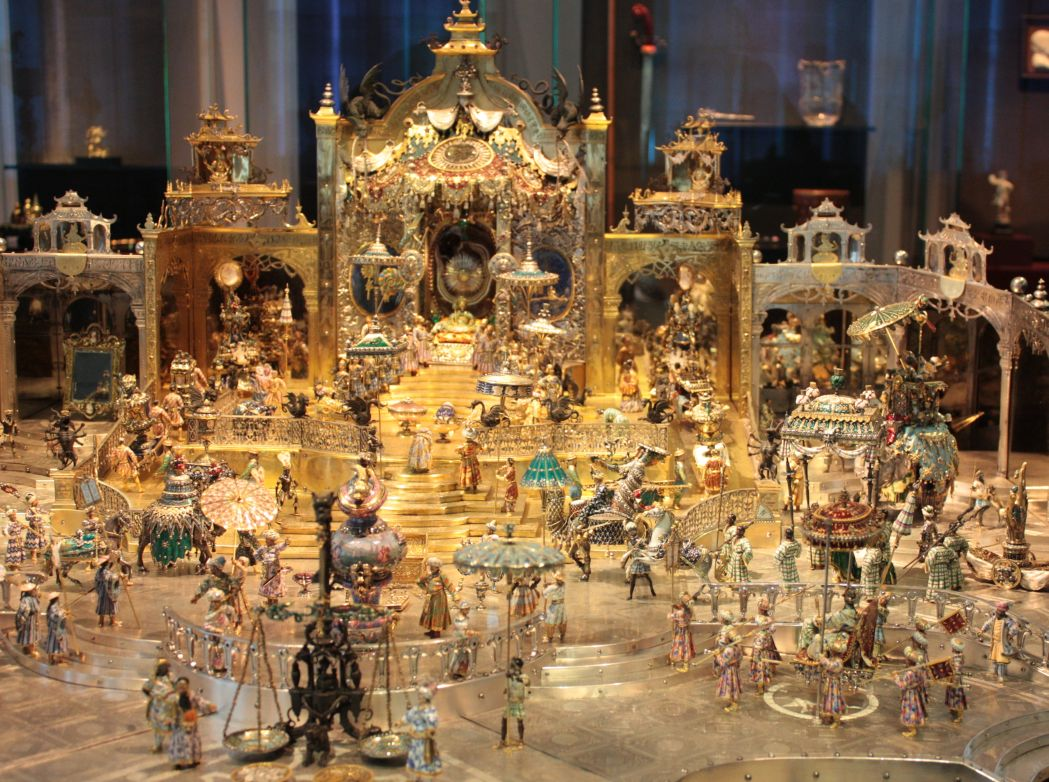
„Hofstaat zu Delhi“

## Museen des Freistaats Sachsen
Die zentrale Einrichtung der Staatlichen Kunstsammlungen (SKD) ist das Dresdner Residenzschloss mit dem Grünen Gewölbe. Dieser Schatz in Form von Schmuck und repräsentativen Ausstellungsstücken ist eine Sammlung europäischer Goldschmiedekunst und des Feinhandwerks. Eng verbunden ist die Sammlung mit dem Münzkabinett, mit der Rüstkammer und dem Kupferstichkabinett.
Im Zwinger, der nur durch die Sophienstraße vom Schlosskomplex getrennt ist, befinden sich weitere Ausstellungen: die Porzellansammlung mit ihrer für die Kulturgeschichte nicht zu überschätzenden Objekten, und der Mathematisch-Physikalische Salon. Er enthält mathematische, physikalische und astronomische Instrumente, Globen und Landkarten der frühen Neuzeit. Er ist ein Zeugnis für die Verbindung von Kultur und Wissenschaft in Dresden.
Die Gemäldegalerie Alte Meister befindet sich seit 1855 in der Sempergalerie des Zwingers. Das berühmteste Exponat dieser Galerie ist die Sixtinische Madonna von Raffael. Mit weiteren Werken unter anderen von Rembrandt, Rubens und Canaletto führt die Galerie Bilder der Renaissance und des Barock. Der Begriff „Alte Meister“ zeigt die epochale Abgrenzung zu den Malern späterer Epochen.
Zu den „Neuen Meistern“ im Albertinum an der Brühlschen Terrasse zählen Maler wie Caspar David Friedrich, Max Liebermann, Max Slevogt, Otto Dix und Künstler der Gruppe Brücke. Damit führt die Galerie Werke der Romantik, des Impressionismus und des Expressionismus. Im Gegensatz zu den „Alten Meistern“ hatten bei den Künstlern dieser Galerie sehr viele einen persönlichen Bezug zu Dresden, indem sie an der Kunstakademie studierten, lehrten oder hier lebten.
Dreidimensionale Kunstwerke aus 5000 Jahren gehören zur Skulpturensammlung, ebenfalls im Albertinum. Die Kunsthalle im Lipsius-Bau huldigt hauptsächlich der zeitgenössischen Kunst, welche zum Teil in der angrenzenden Kunstakademie entsteht.
Weitere Einrichtungen der Staatlichen Kunstsammlungen sind das Kunstgewerbemuseum im Schloss Pillnitz, das
Josef-Hegenbarth-Archiv in Loschwitz,
das Museum für Sächsische Volkskunst und die Puppentheatersammlung im Jägerhof in der Neustadt und das Museum für Völkerkunde Dresden.

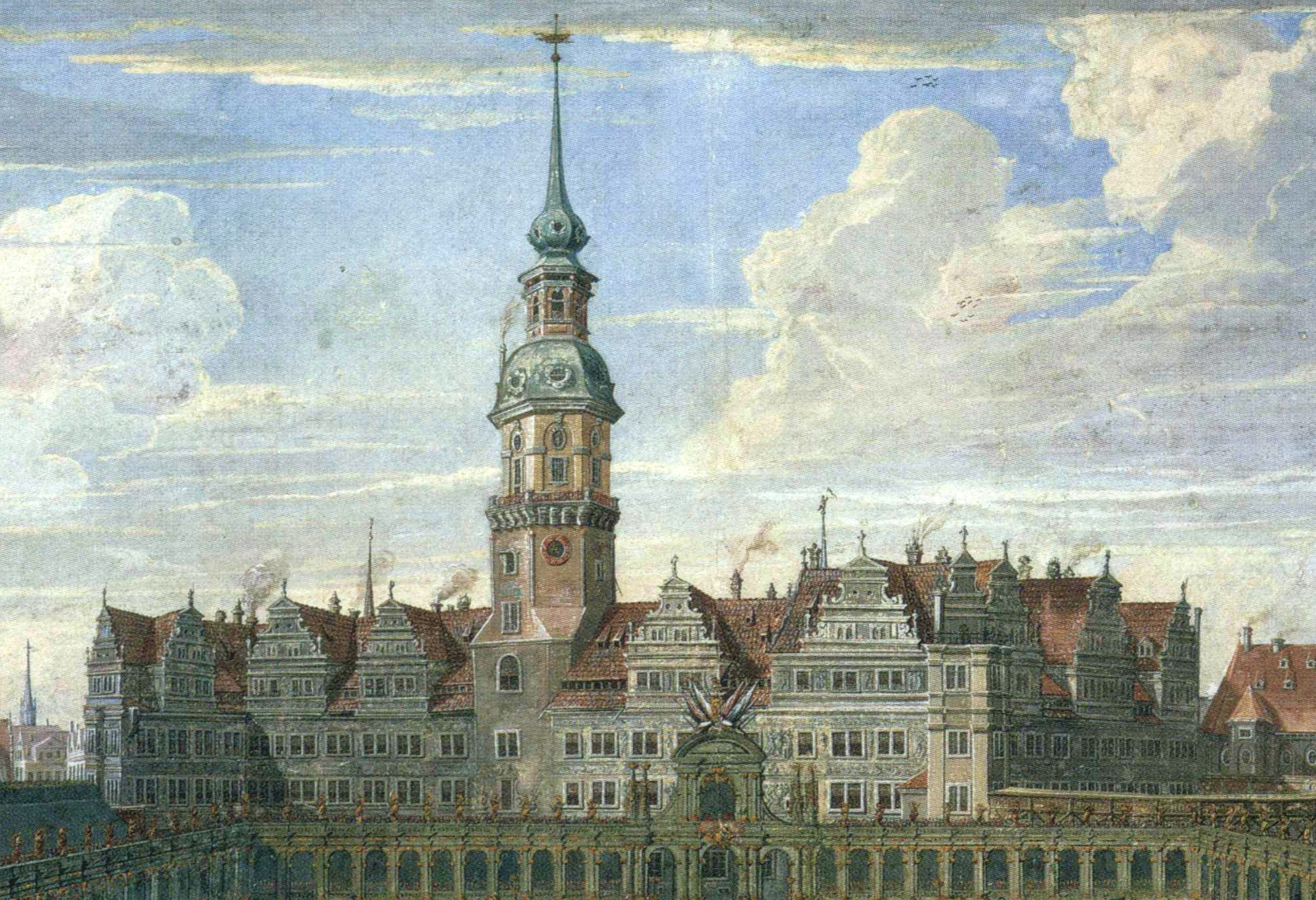
Schloss 1709
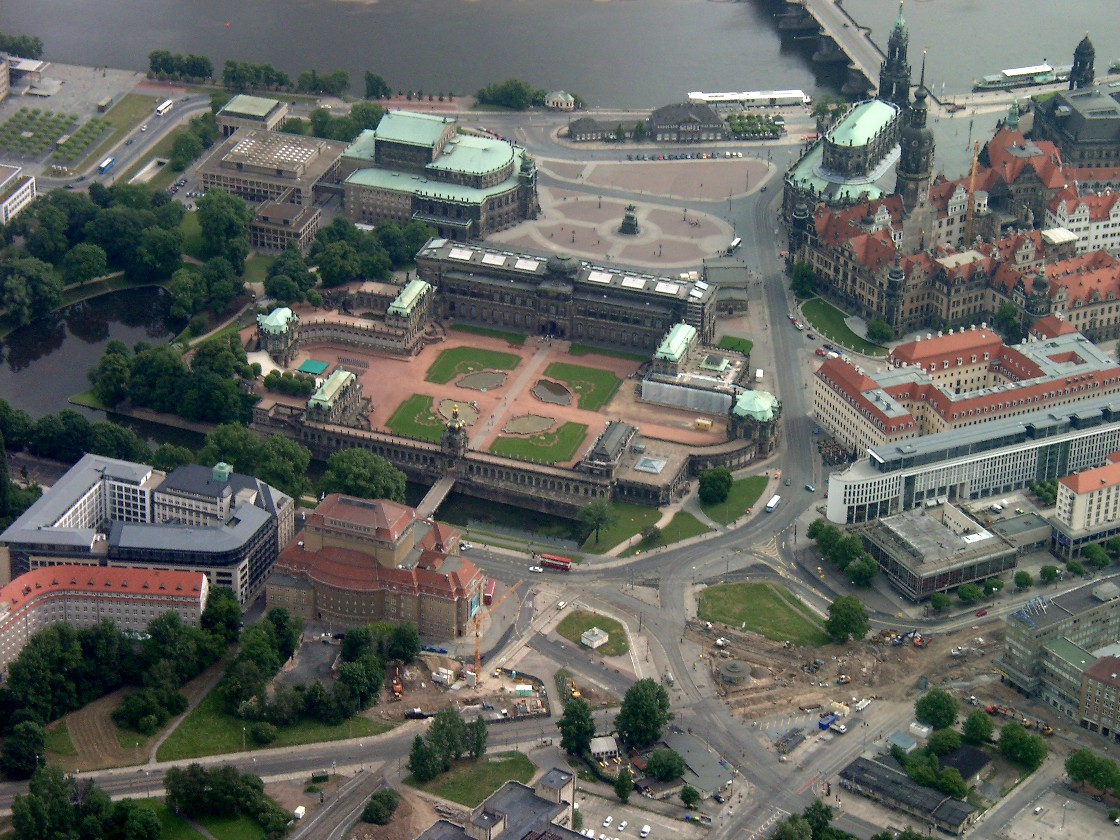
Dresdner Zwinger und Umgebung
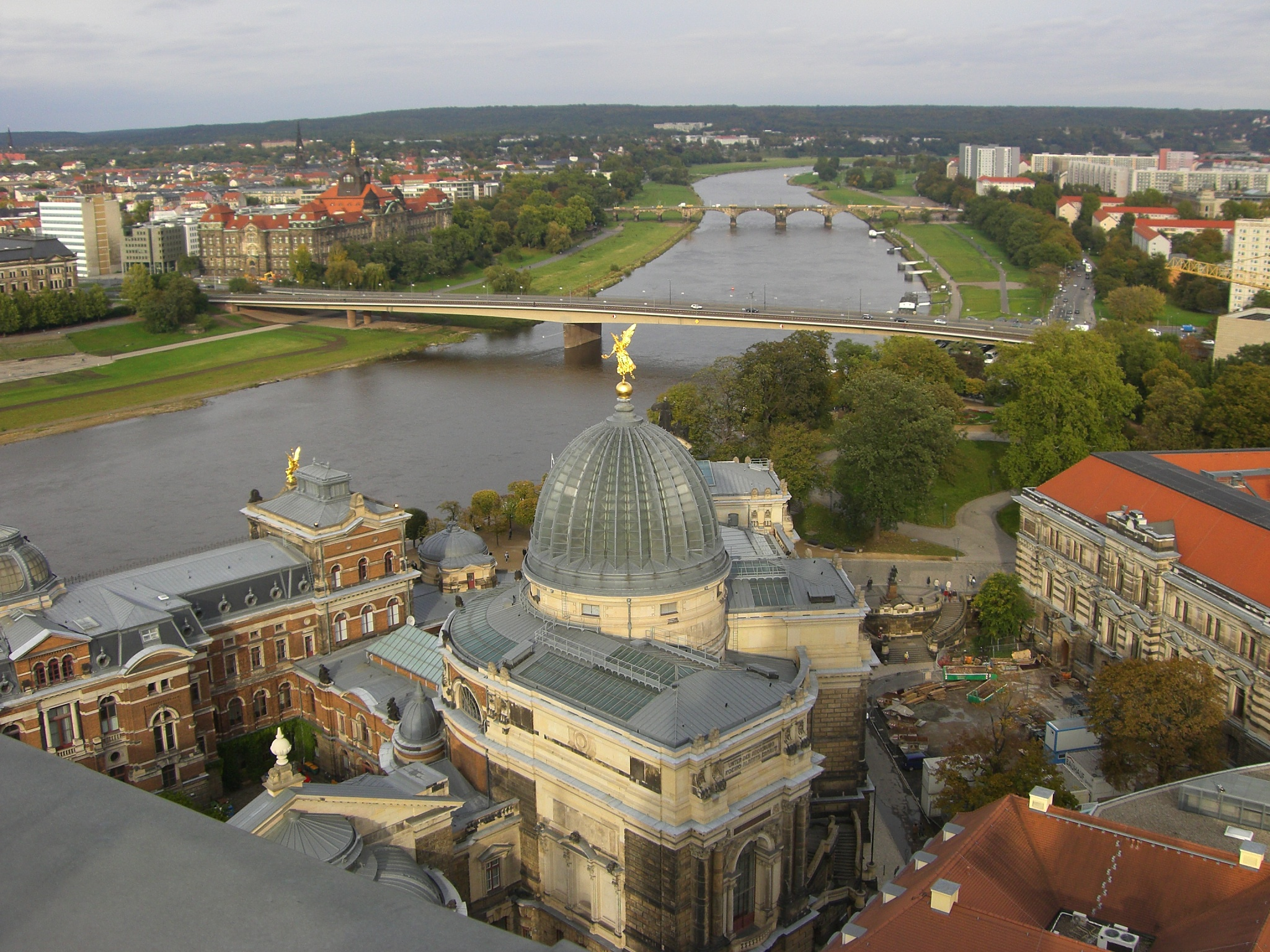
Kunstakademie (Lipsius-Bau) mit der „Zitronenpresse“, rechts das Albertinum
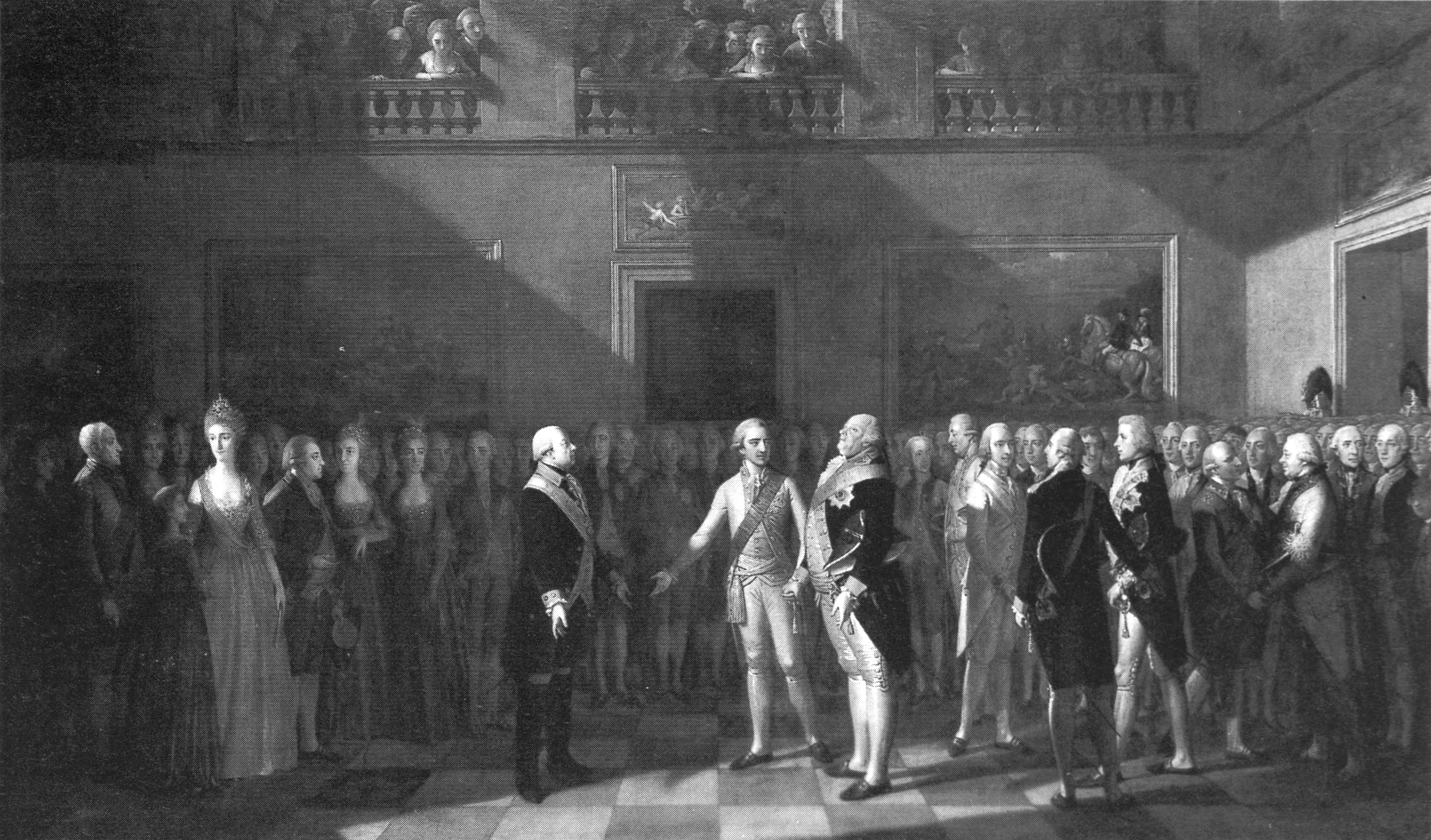
Fürstentreffen 1791 im Schloss Pillnitz
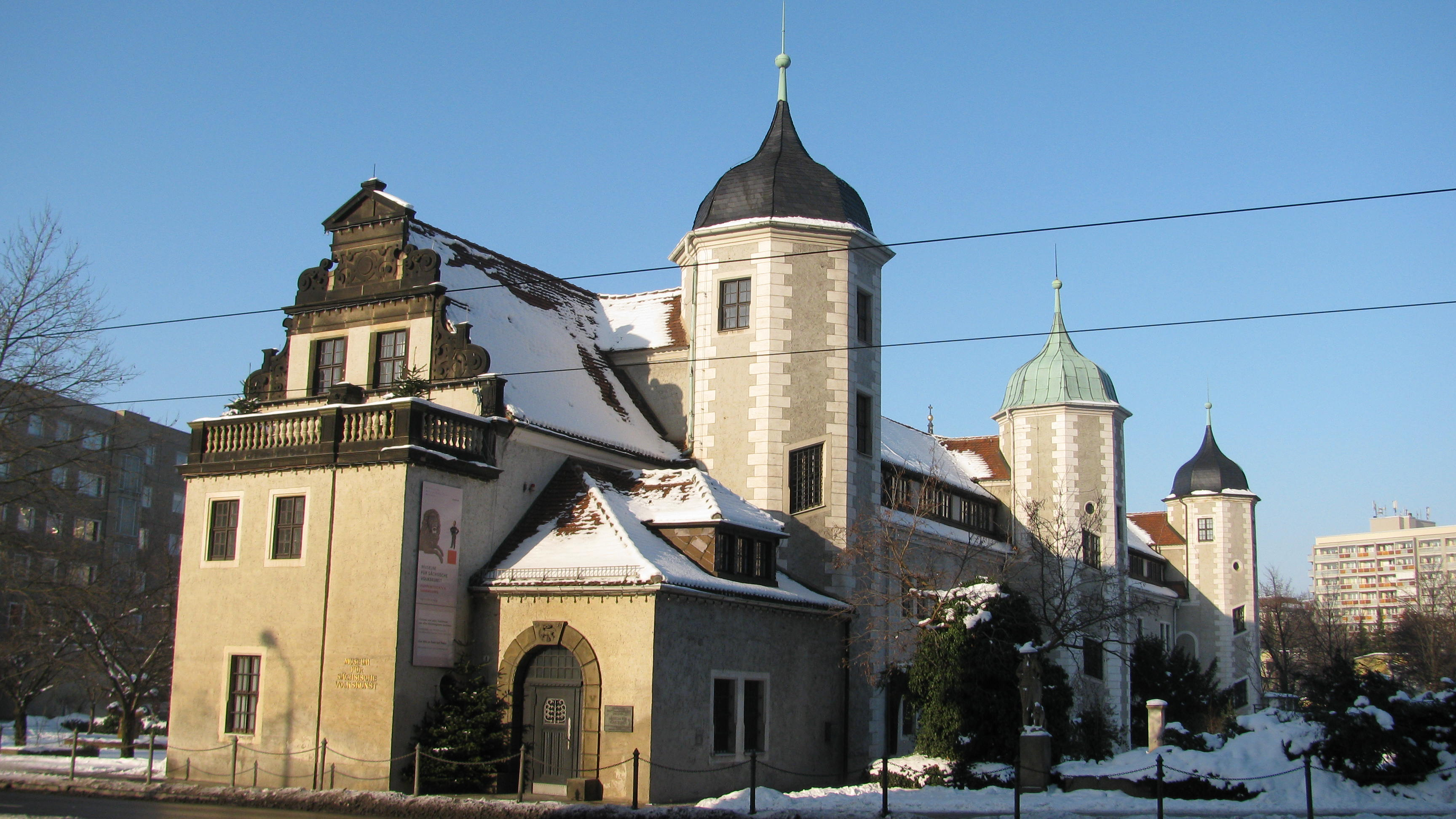
Jägerhof

Das Schlossmuseum Pillnitz im Besitz der gGmbH Staatliche Schlösser, Burgen und Gärten Sachsen ist im Neuen Palais von Schloss Pillnitz untergebracht. Zu diesem Verbund gehören auch die Kasematten der Festung Dresden. Sie werden vom „Dresdner Verein Brühlsche Terrasse e. V.“ der Öffentlichkeit zugänglich gemacht.
Die Stiftung Sächsische Gedenkstätten zur Erinnerung an die Opfer politischer Gewaltherrschaft betreut
die ehemalige Hinrichtungsstätte Münchner Platz und die Stasiopfergedenkstätte Bautzner Straße.
Das Buchmuseum der SLUB Dresden, die Sammlungen und Kunstbesitz der TU Dresden und das Oktogon der Hochschule für Bildende Künste Dresden sind den landeseigenen Hochschulen zugeordnet. (Der Botanische Garten der TU Dresden hat sicherlich auch Merkmale eines Museums.)
Auch die Polizeihistorische Sammlung Sachsen muss zu den Landesmuseen gezählt werden.
Das Landesmuseum für Vorgeschichte Dresden ist nach Chemnitz umgezogen und nennt sich seit 2014 Staatliches Museum für Archäologie Chemnitz.

## Museum der Bundeswehr

Militärhistorisches Museum der Bundeswehr

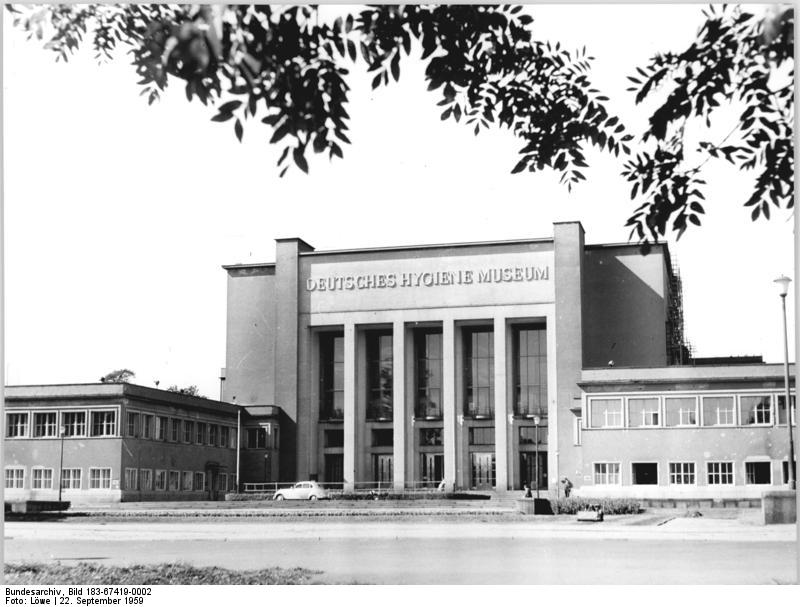
Deutsches Hygiene-Museum 1959

Im Norden der Stadt, in der ehemaligen Kasernenvorstadt Albertstadt, liegt das Militärhistorische Museum der Bundeswehr. Es wurde von 2006 bis 2011 nach Plänen von Daniel Libeskind umgebaut, besitzt eine Sammlung von Waffen und Kriegsgeräten aus mehreren Jahrhunderten; will aber in Zukunft das Militär und das Umfeld des Krieges kritischer betrachten.

## Kofinanziert (Bund und Länder)
Zu der Senckenberg Gesellschaft für Naturforschung gehört über die Senckenberg Naturhistorische Sammlungen Dresden das Museum für Mineralogie und Geologie Dresden und das Museum für Tierkunde Dresden.

## Kofinanziert (Sachsen und Dresden)
Das Deutsche Hygiene-Museum dient seit seiner Gründung 1912 der gesundheitlichen, humanbiologischen und medizinischen Aufklärung der breiten Bevölkerung. Bekanntestes Exponat ist die Gläserne Frau, die einen plastischen Einblick auf alle inneren Organe zulässt.

## Kommunale Museen
Das Stadtmuseum Dresden und die Städtische Galerie Dresden befinden sich im Landhaus am Pirnaischen Platz, dem ersten eigenen Tagungsgebäude für die sächsischen Landstände und heutigem Stammhaus des Verbundes Museen der Stadt Dresden.
Die Technischen Sammlungen Dresden liegen im Stadtteil Striesen und belegen den Ernemannbau, vormals Fabrikationsstätte für fotografische Technik (z. B. Praktica). Ausgestellt werden technische Objekte der Industrialisierung, Rechen- und Datenverarbeitungsmaschinen. Ein Schwerpunkt liegt dabei auf sächsischen Entwicklungen, von denen die Industrialisierung in Sachsen beeinflusst wurde.
Weitere Museen des Museumsverbundes sind das Kunsthaus Dresden, das Leonhardi-Museum, das Carl-Maria-von-Weber-Museum, das Kraszewski-Museum, das Kügelgenhaus – Museum der Dresdner Romantik, das Palitzsch-Museum  und das Schillerhäuschen.

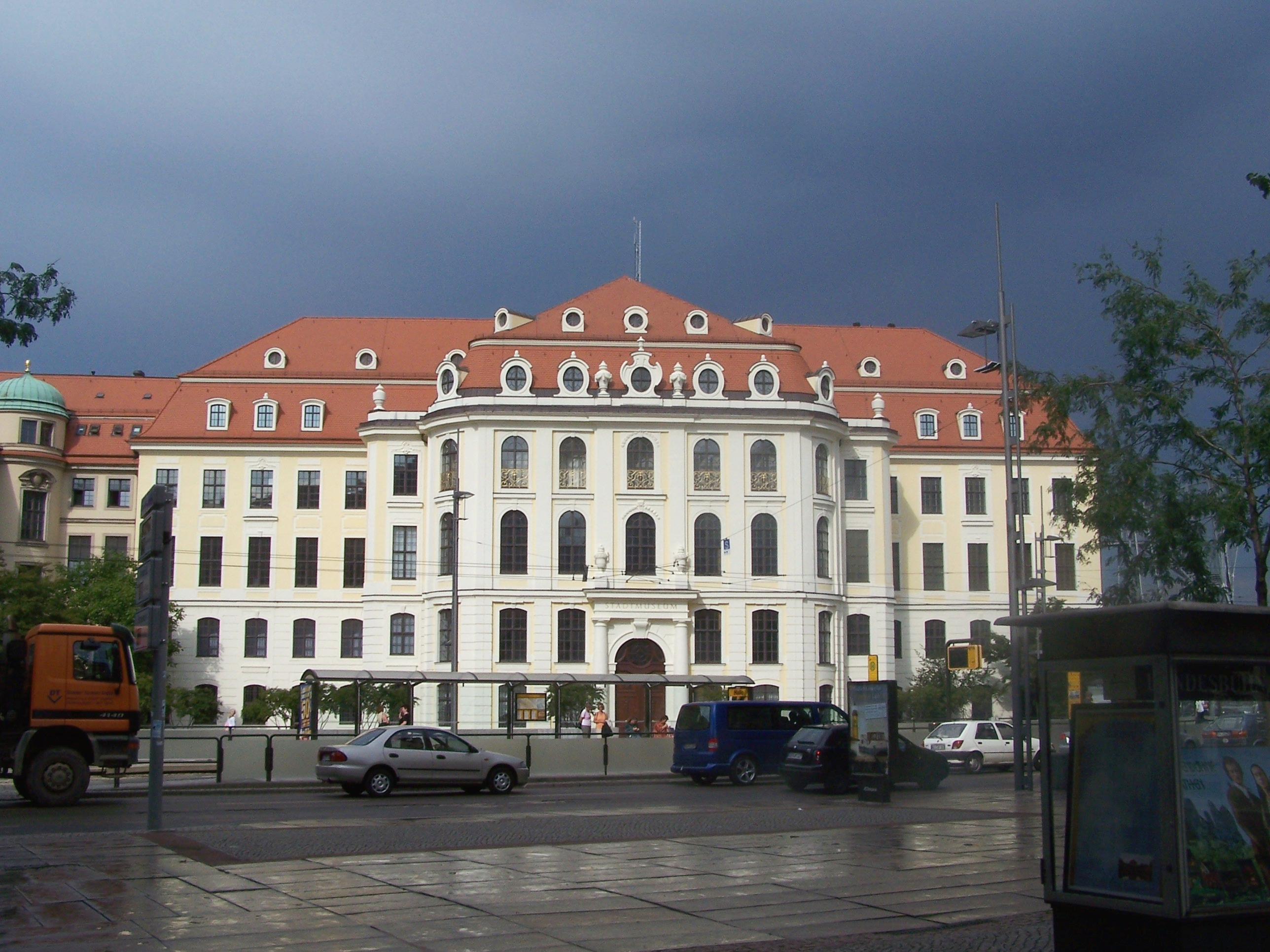
Das Landhaus mit Stadtmuseum und Städtischer Galerie
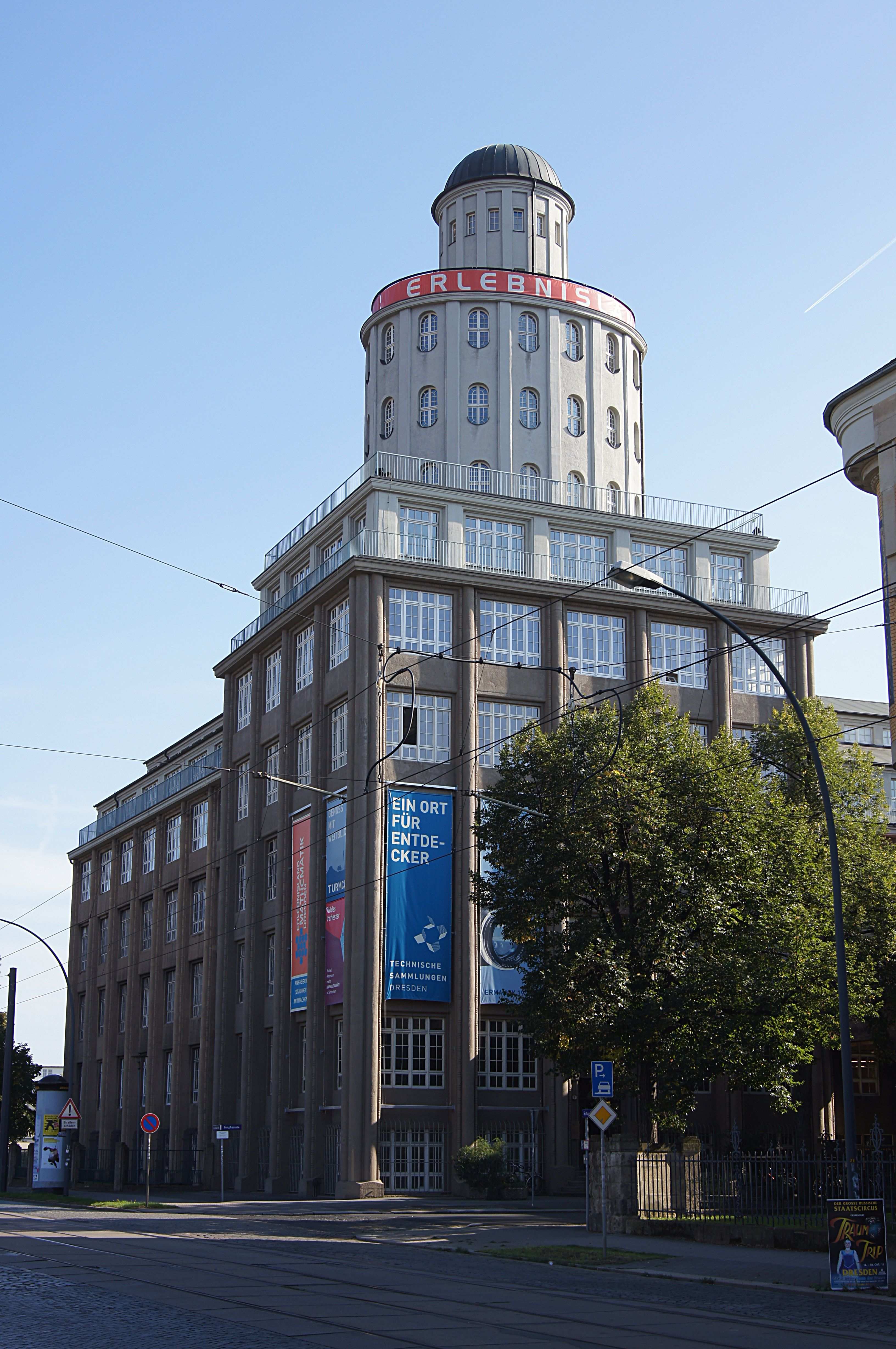
Technische Sammlungen Dresden
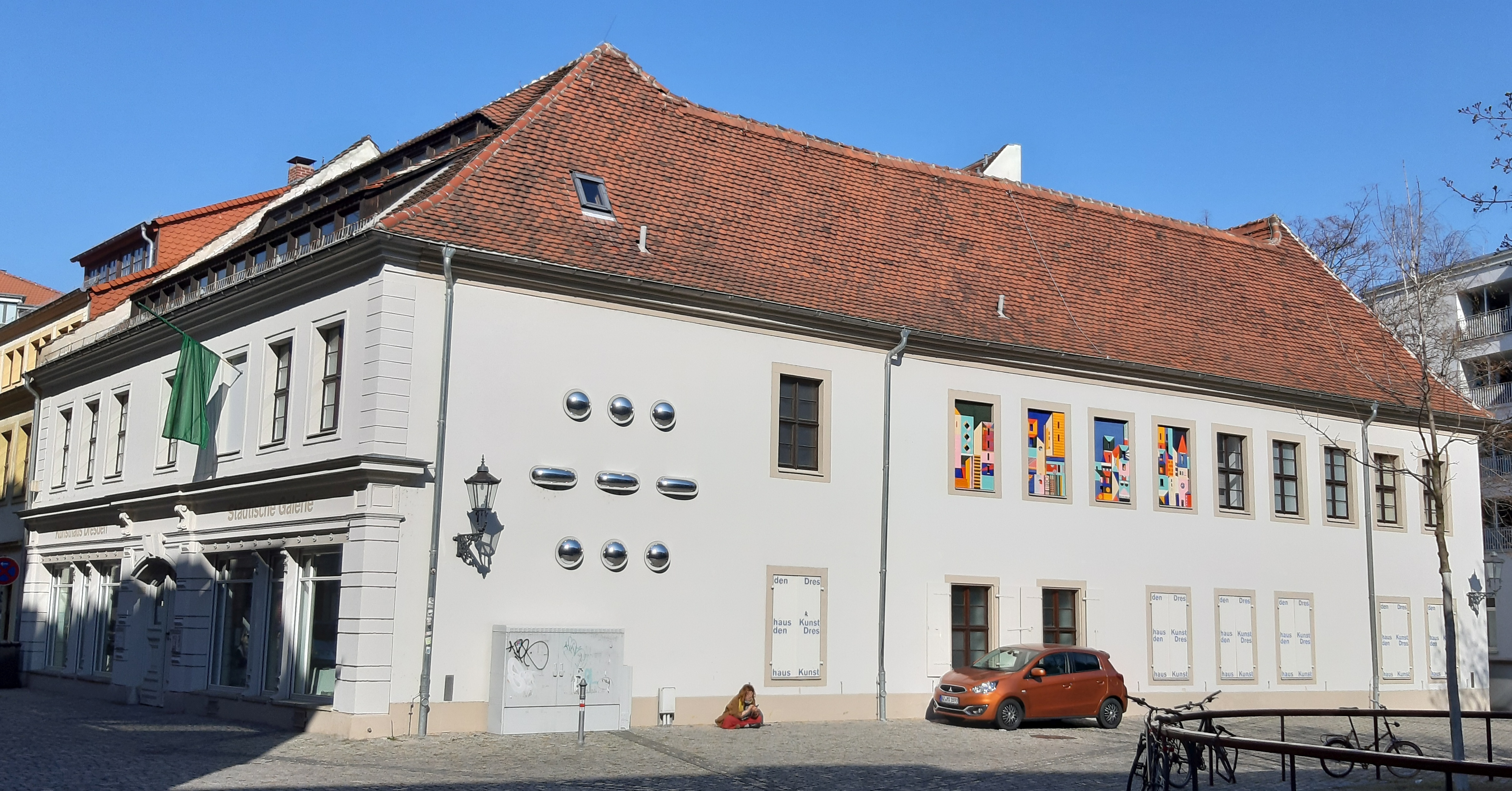
Kunsthaus Dresden
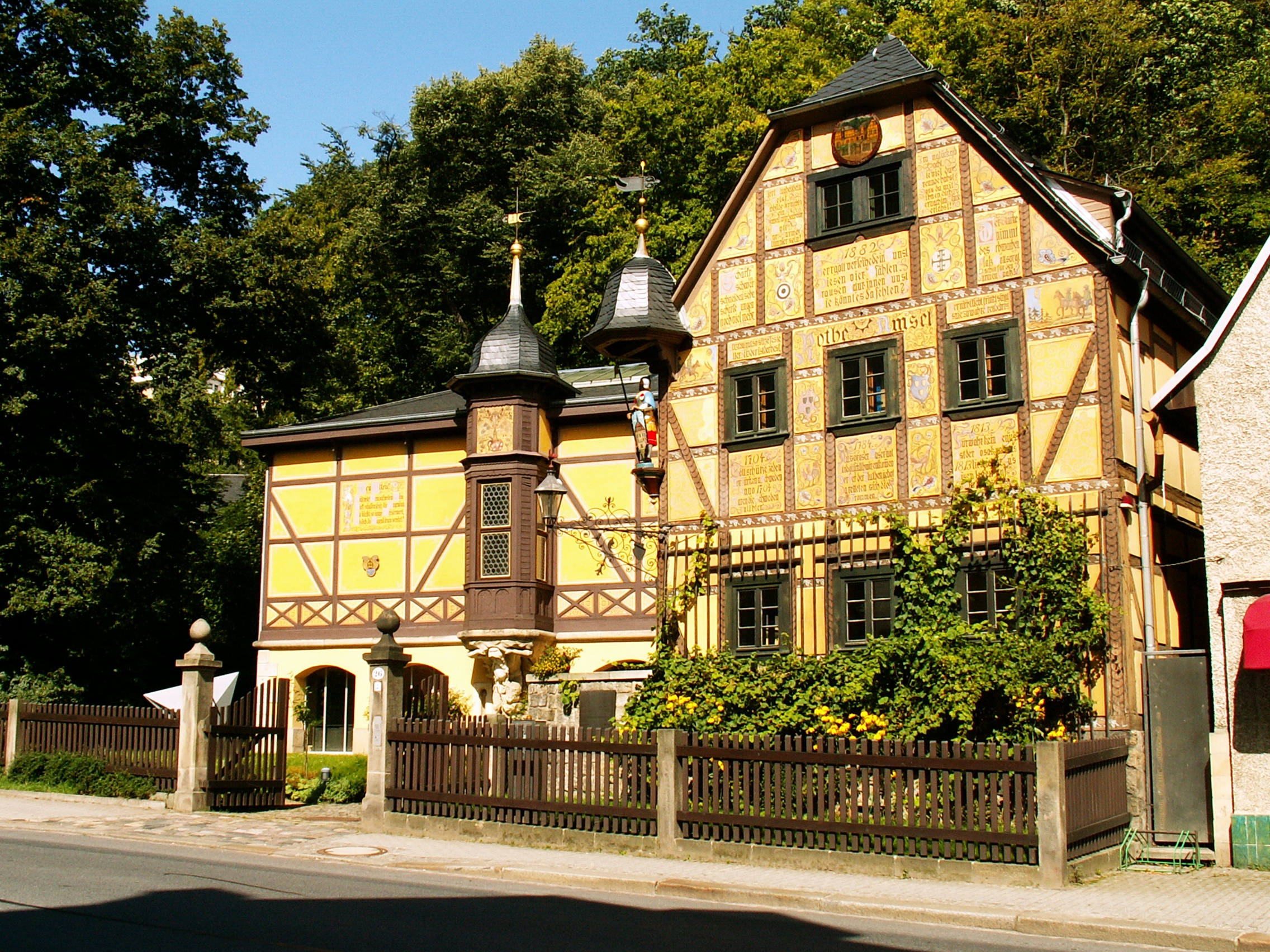
Leonhardi-Museum

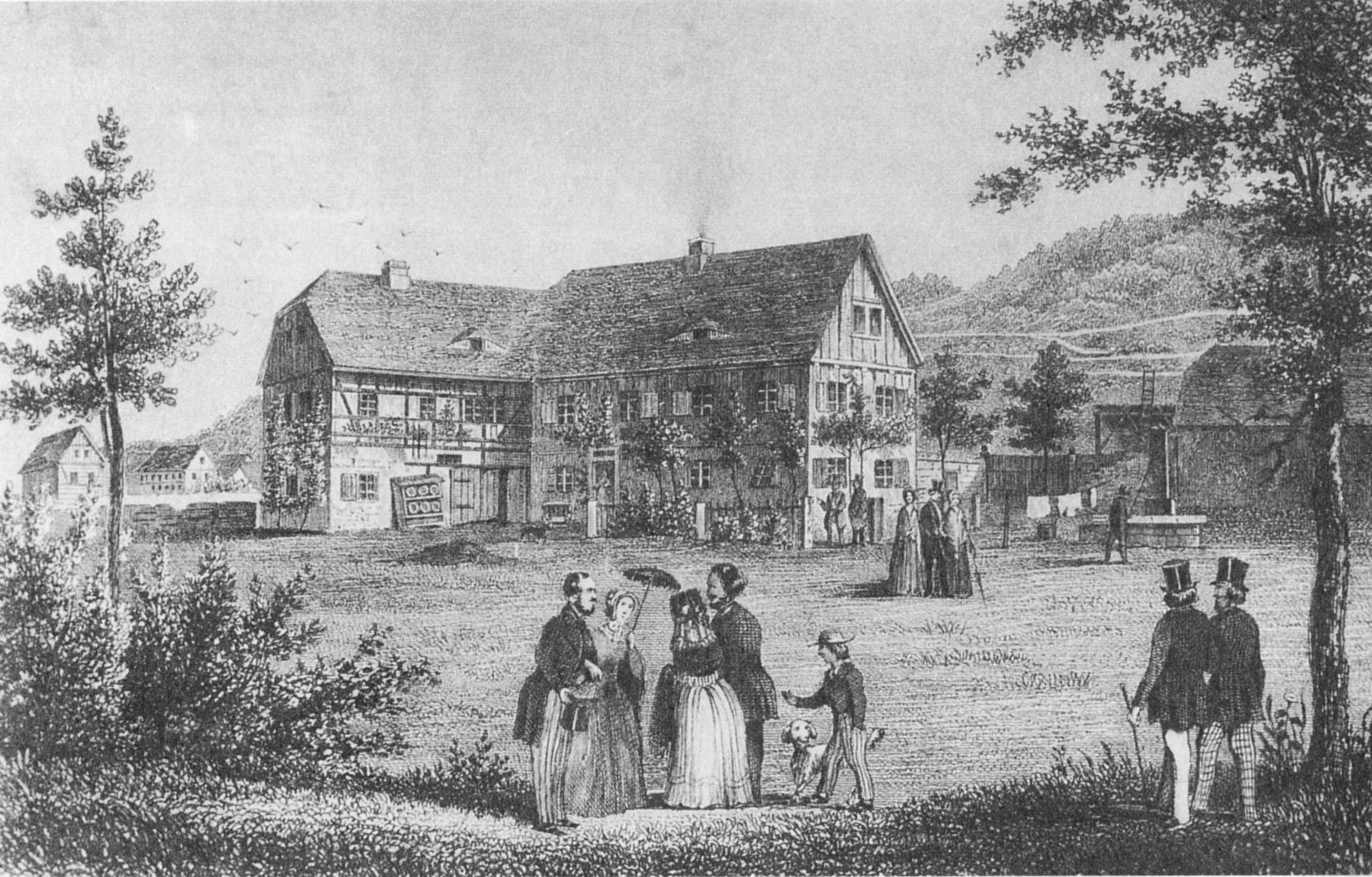
Carl-Maria-von-Weber-Museum
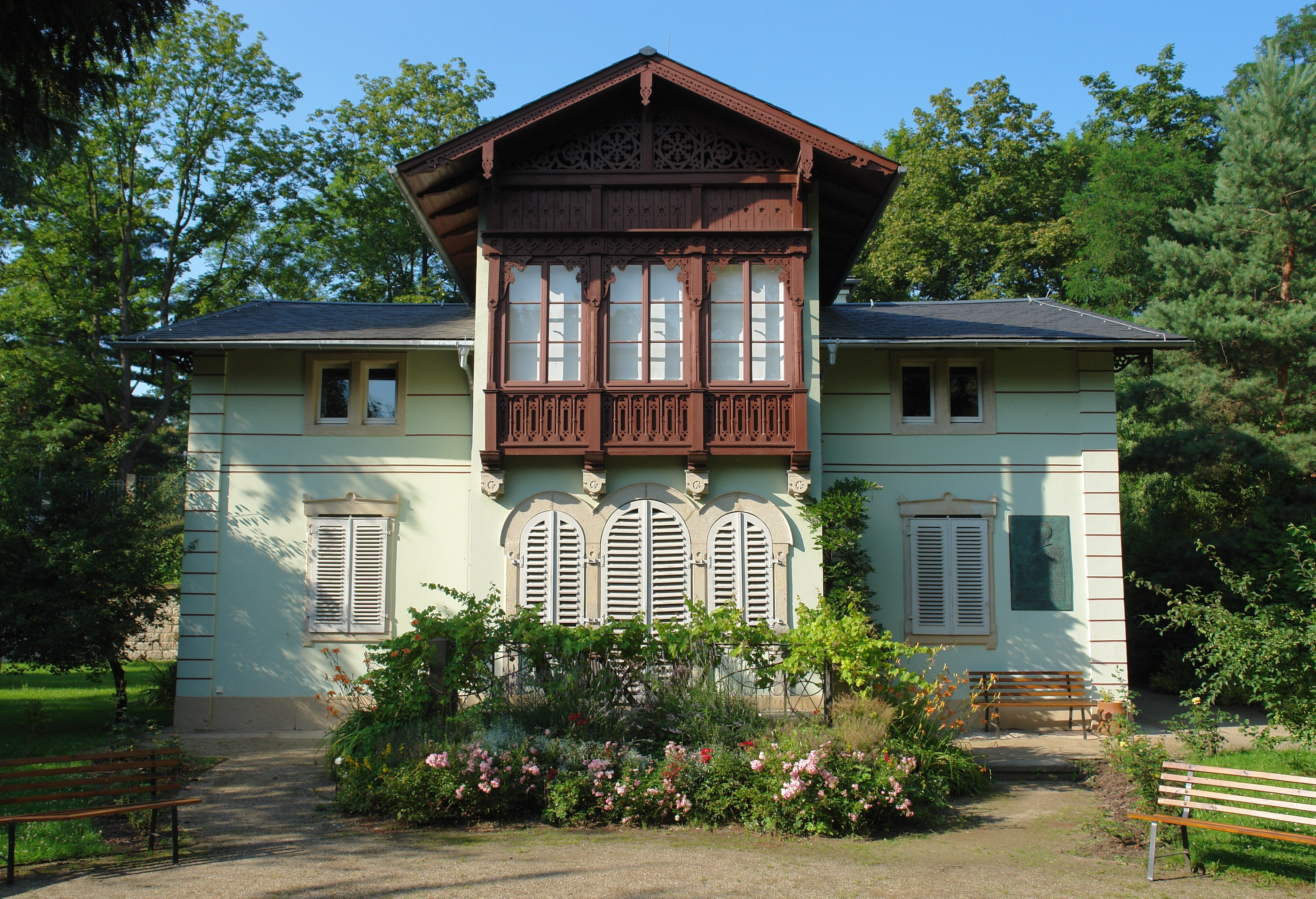
Kraszewski-Museum
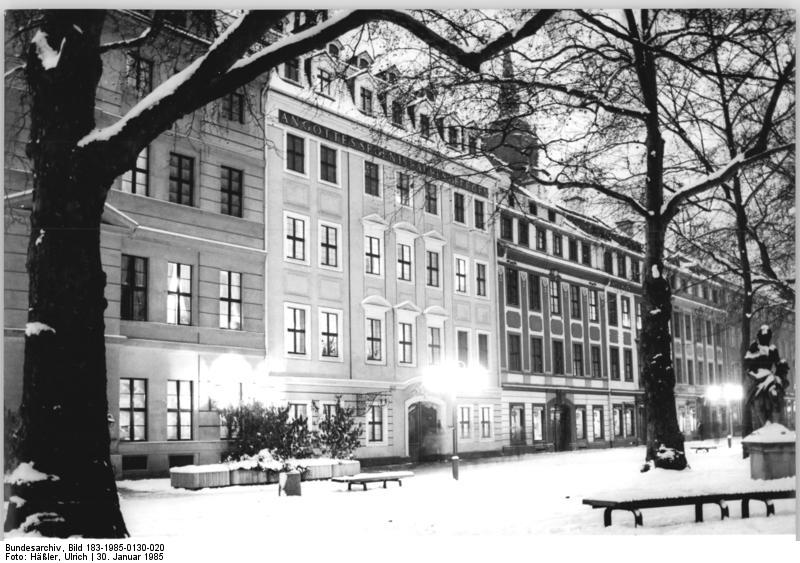
Kügelgenhaus 1985
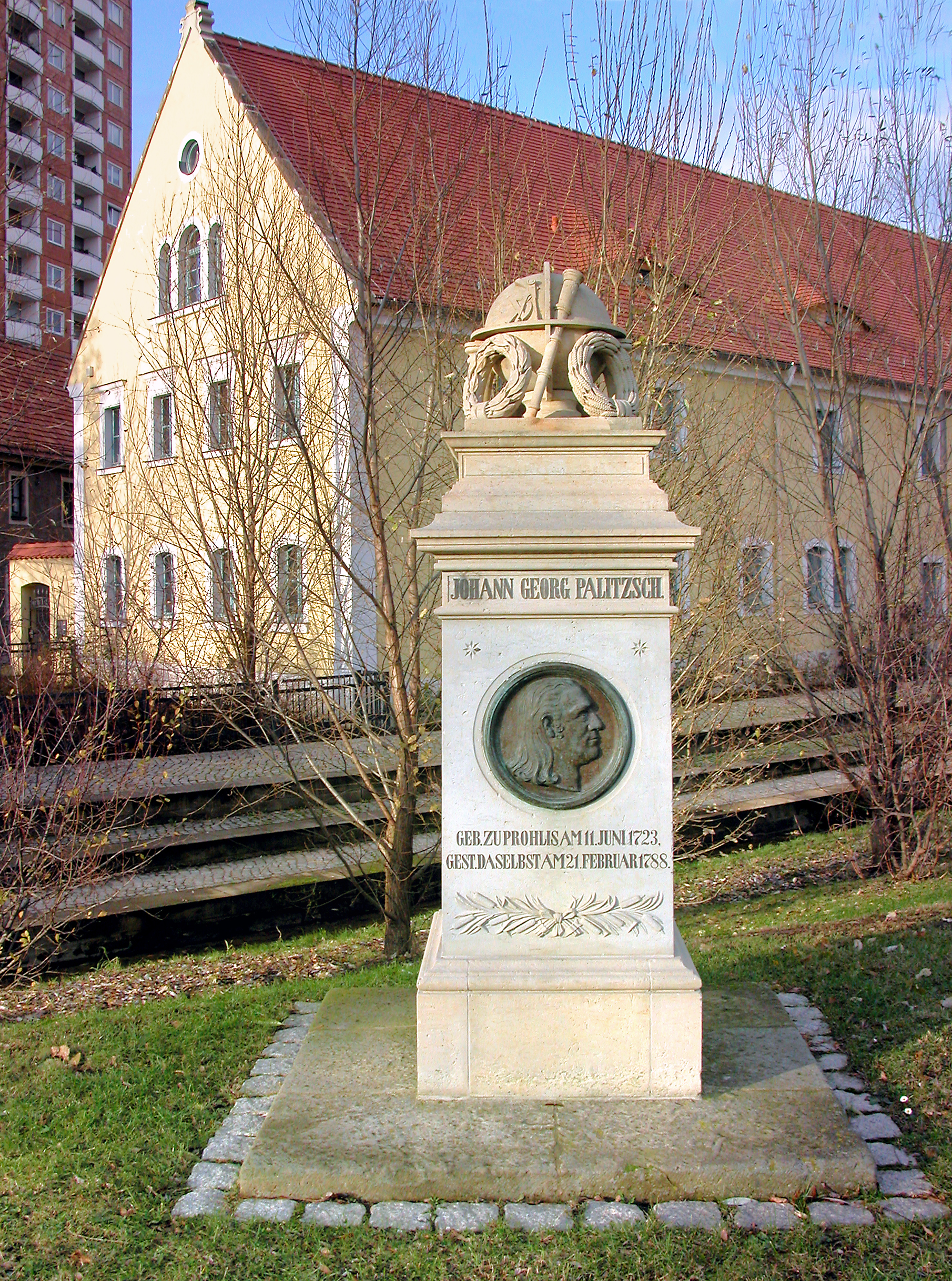
Palitzsch-Museum
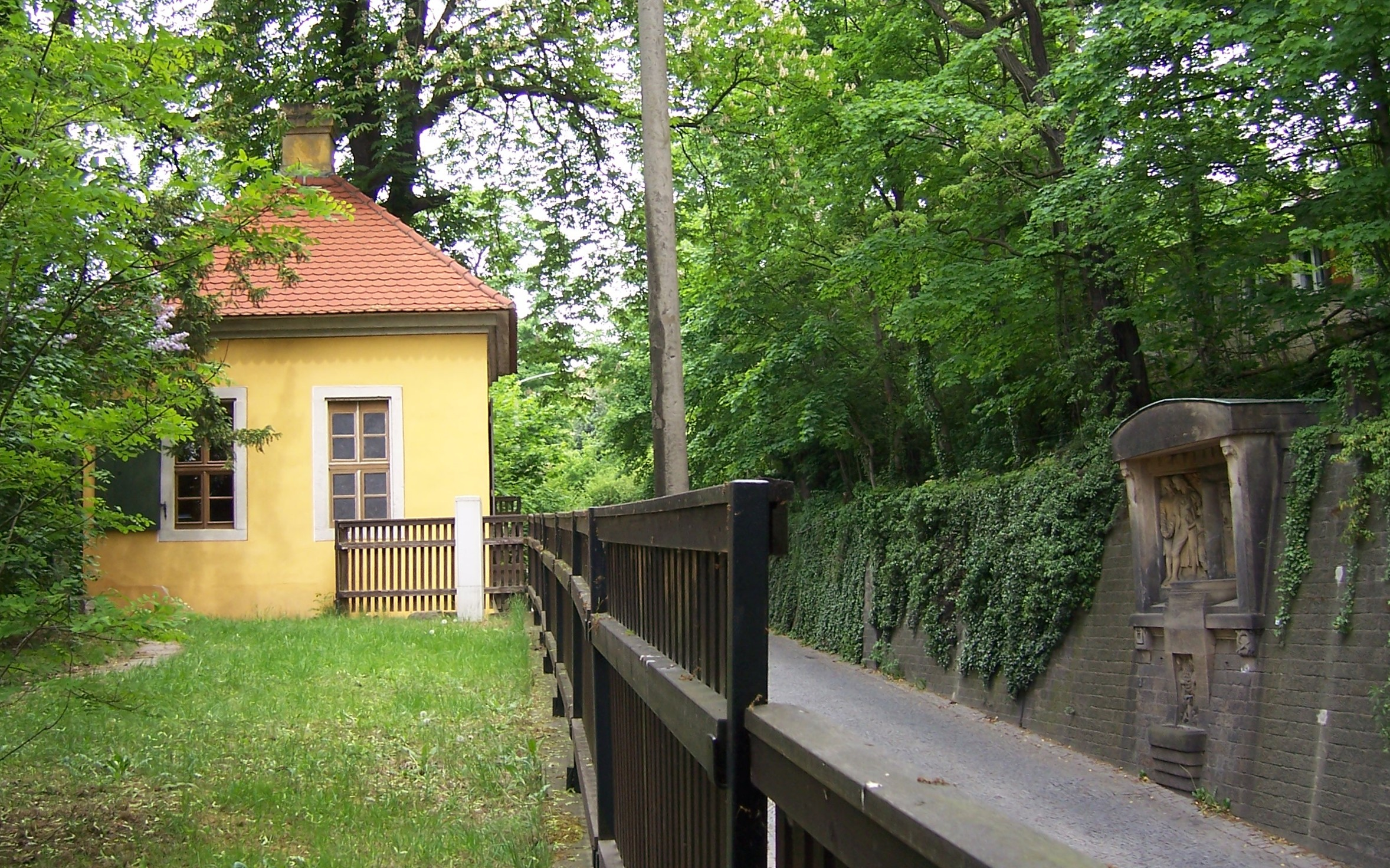
Schillerhäuschen

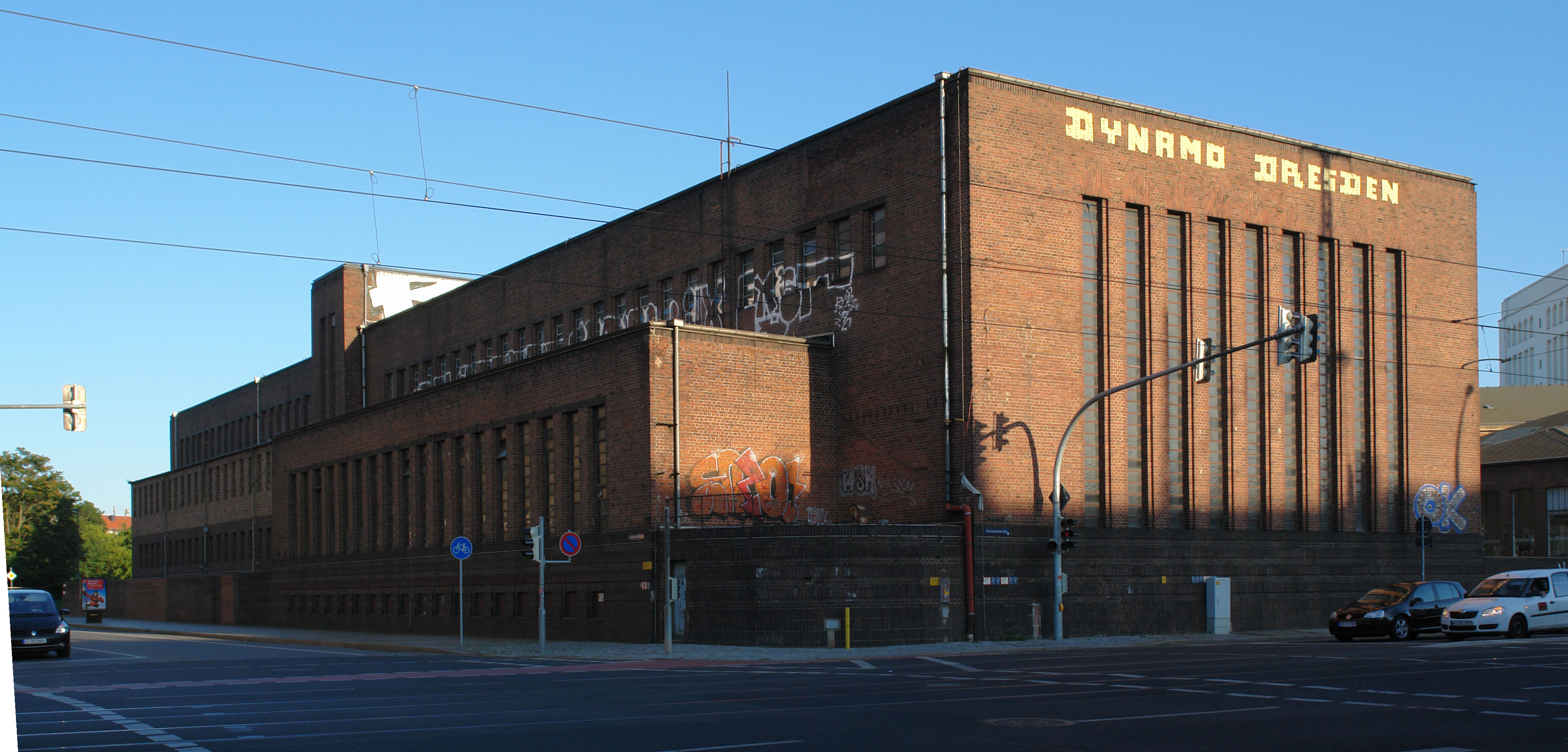
KraftWerk – Dresdner Energiemuseum

Auch das Stadtarchiv ist mit seinen Ausstellungen und Veranstaltungen ein Museum.
Die Sammlung des Verkehrsmuseums Dresden gehört indirekt über eine gGmbH der Stadt, und
das KraftWerk – Dresdner Energiemuseum über die Drewag.

## Museen in freier Trägerschaft (Auswahl)

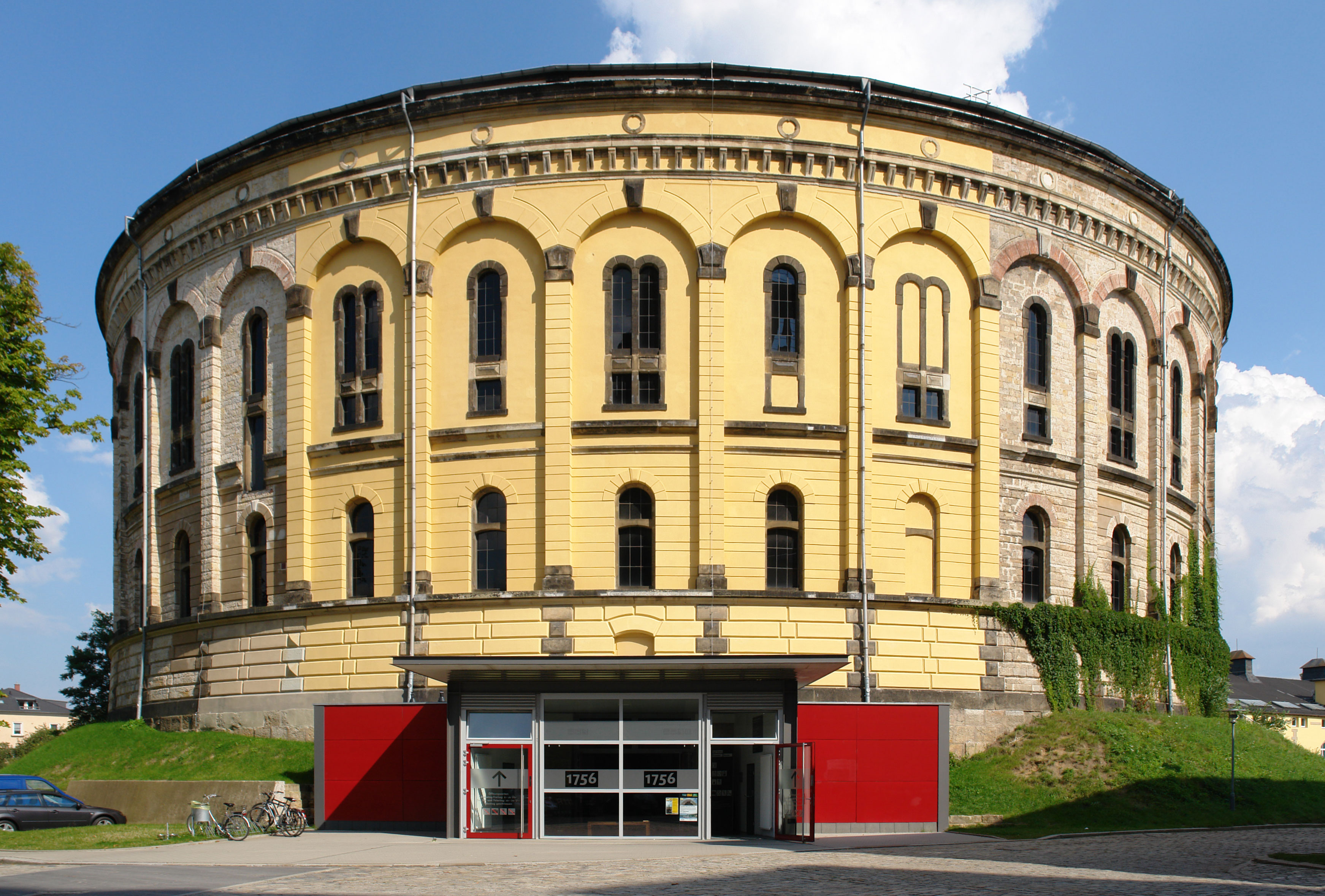
Panometer in Reick

(zum Teil gehört das Gebäude, zum Teil die Sammlung nicht den Betreibern)
- Panometer Dresden
- Puppenmuseum Dresden
- Erich-Kästner-Museum
- Museum Aktfotoart Dresden
- Schulmuseum Dresden
- Museum Festung Dresden (siehe oben: #Museen des Freistaats Sachsen)
- BRN-Museum[3]
- Eschdorfer Museum auf dem Dachboden
- Windbergbahnmuseum
- JohannStadthalle (Dauerausstellung Wohn-Kultur)[4]
- Hofmühle Dresden
- Kleinbauernmuseum Reitzendorf
- Bismarcksäule (Dresden-Räcknitz)
- Dresdner Fußballmuseum
- Eisenbahnmuseum Bw Dresden-Altstadt
- Fernmeldemuseum Dresden
- Straßenbahnmuseum Dresden
- Fahrradmuseum Dresden
- Sparkassenmuseum Dresden
- Motorenhalle – Projektzentrum für zeitgenössische Kunst
- Doppel.De – Autonome Projektgalerie Studierender der Hochschule für Bildende Künste Dresden
- 7. Stock – useful information

## Thematische Liste der Museen, Ausstellungen, Gedenkstätten und Galerien
(Mehrfachnennung möglich)

### Ausstellungen mit breiter bzw. variabler Thematik
- Japanisches Palais
- Deutsches Hygiene-Museum
- Albertinum (im überdachten Innenhof)
- Kraszewski-Museum (Hauptsache Polenbezug)
- Kunsthalle im Lipsius-Bau
- Schlossmuseum Pillnitz (könnte fast jedem Thema zugeordnet werden)
- Stadtmuseum Dresden

### Architektur
- Panometer Dresden (in 1900er Gasometer, Thema: Dresden um 1750)
- Deutsches Hygiene-Museum (repräsentatives Gebäude der 1920er Jahre)
- Stadtmuseum Dresden (Baugeschichte im klassizistischen Bau)

### Geschichte

#### Geschichte (überregional)
- Militärhistorisches Museum der Bundeswehr
- Gedenkstätte Bautzner Straße Dresden (ehem. Stasi-Zentrale Dresden)
- Gedenkstätte Münchner Platz Dresden (Politische Justiz in Dresden 1933–1945 + 1945–1957)
- Kügelgenhaus – Museum der Dresdner Romantik (insb. Goethezeit)
- Kraszewski-Museum (Polen, insb. im 19. Jahrhundert)
- Münzkabinett
- Polizeihistorische Sammlung Sachsen

#### Ortsgeschichte
- Stadtmuseum Dresden
- Stadtarchiv Dresden
- Festung Dresden
- Panometer Dresden (Dresden um 1750)
- Schulmuseum Dresden (Schulgeschichte)
- Polizeihistorische Sammlung Sachsen

#### Ortsteilgeschichte
- BRN-Museum für die Äußere Neustadt[3]
- Eschdorfer Museum auf dem Dachboden
- Windbergbahnmuseum (Coschütz, Gittersee)
- Carl-Maria-von-Weber-Museum (Hosterwitz)
- JohannStadthalle (Dauerausstellung Wohn-Kultur)[4]
- Palitzsch-Museum
- Hofmühle Dresden (Plauen)
- Kleinbauernmuseum Reitzendorf (Schönefelder Hochland)
- Bismarcksäule (Dresden-Räcknitz)

### Kunst

#### Bildende Kunst
- Gemäldegalerie Alte Meister
- Galerie Neue Meister
- Grünes Gewölbe
- Josef-Hegenbarth-Archiv
- Kunsthalle im Lipsius-Bau
- Kupferstichkabinett Dresden
- Porzellansammlung
- Sammlungen und Kunstbesitz der TU Dresden
- Skulpturensammlung
- Städtische Galerie Dresden
- Museum für Sächsische Volkskunst
- Hans Körnig Museum

#### Kunstgewerbe und -handwerk
- Kunstgewerbemuseum
- Kupferstichkabinett Dresden
- Buchmuseum der SLUB Dresden
- Grünes Gewölbe
- Mathematisch-Physikalischer Salon
- Münzkabinett
- Porzellansammlung
- Puppenmuseum Dresden
- Puppentheatersammlung
- Rüstkammer
- Museum für Sächsische Volkskunst

#### Musik
- Carl-Maria-von-Weber-Museum

#### Zeitgenössische Kunst

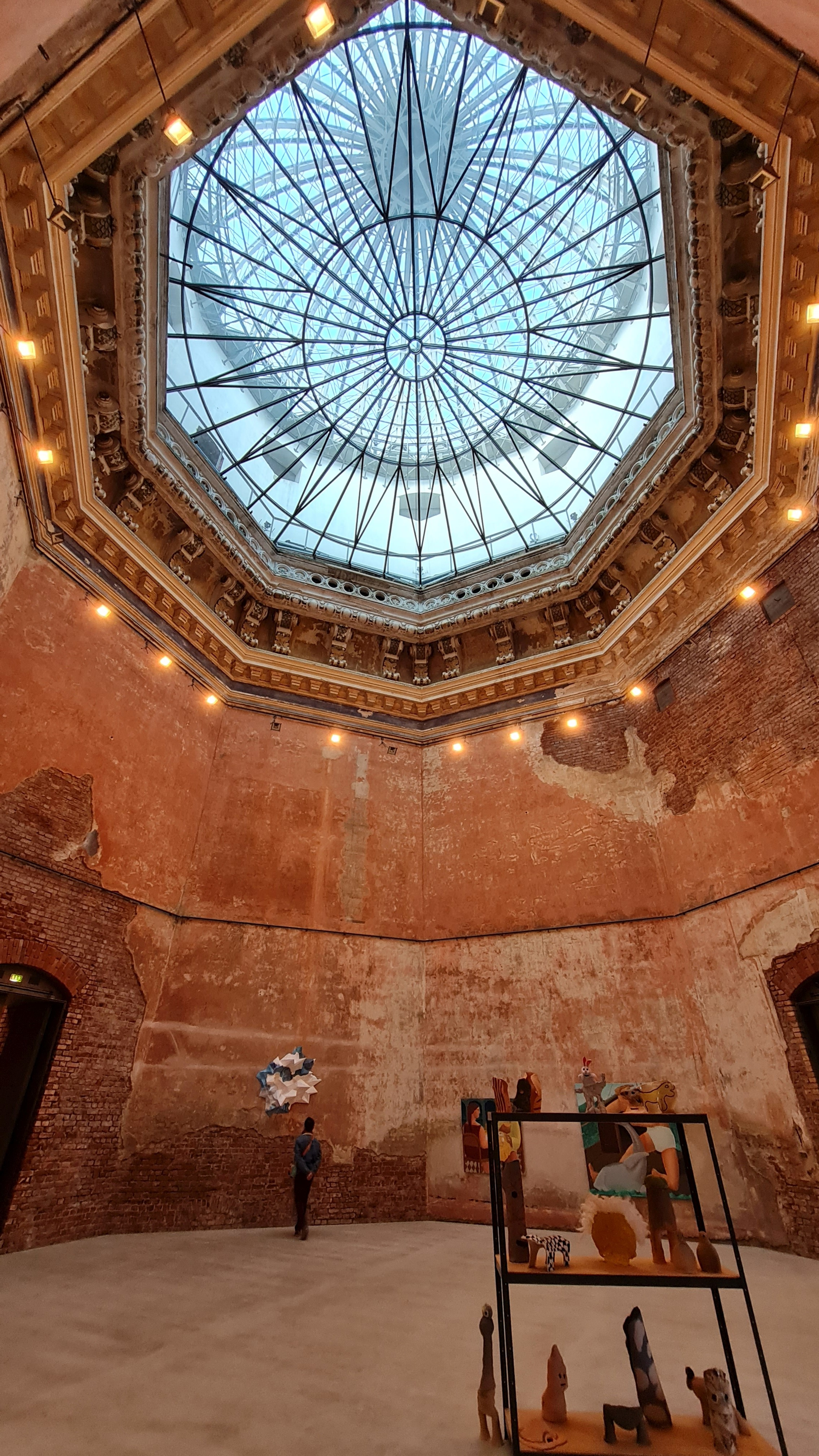
Oktogon der der Hochschule für Bildende Künste Dresden

- Galerie Neue Meister („geht mit der Zeit“)
- Skulpturensammlung (dito)
- Kupferstichkabinett Dresden (auch moderne Grafiken)
- Kunsthalle im Lipsius-Bau (wechselnde Ausstellungen)
- Sammlungen und Kunstbesitz der TU Dresden (wechselnde Ausstellungen)
- Städtische Galerie Dresden („geht mit der Zeit“)
- Kunsthaus Dresden
- Leonhardi-Museum
- Museum Aktfotoart Dresden (wechselnde Ausstellungen)
- Oktogon der Hochschule für Bildende Künste Dresden
- Motorenhalle – Projektzentrum für zeitgenössische Kunst
- Doppel.De – Autonome Projektgalerie Studierender der Hochschule für Bildende Künste Dresden
- 7. Stock – useful information
- Künstlervereinigung blaue FABRIK e. V.

### Militär
- Festung Dresden
- Rüstkammer
- Militärhistorisches Museum der Bundeswehr

### Sport
- Dresdner Fußballmuseum

### Technik
- Eisenbahnmuseum Bw Dresden-Altstadt
- Fernmeldemuseum Dresden
- Straßenbahnmuseum Dresden
- Windbergbahnmuseum
- Fahrradmuseum Dresden
- KraftWerk – Dresdner Energiemuseum
- Hofmühle Dresden
- Kleinbauernmuseum Reitzendorf (Landwirtschaft)
- Festung Dresden (Festungsbau)
- Lichtdruck-Werkstatt-Museum
- Mathematisch-Physikalischer Salon
- Münzkabinett
- Technische Sammlungen Dresden

### Verkehr
- Verkehrsmuseum Dresden
- Straßenbahnmuseum Dresden
- Windbergbahnmuseum

### Wirtschaft
- Hofmühle Dresden
- Sparkassenmuseum Dresden
- Münzkabinett
- Kleinbauernmuseum Reitzendorf (Landwirtschaft)

### Wissenschaft
- Deutsches Hygiene-Museum (Naturkunde, Medizin)
- Museum für Völkerkunde Dresden
- Botanischer Garten Dresden
- Schlossmuseum Pillnitz (Friedrich August der Gerechte war ein anerkannter Botaniker)
- Museum für Tierkunde Dresden
- Zoo Dresden
- Museum für Mineralogie und Geologie Dresden
- Palitzsch-Museum (Astronomie)
- Mathematisch-Physikalischer Salon
- Technische Sammlungen Dresden (Mathematik, Physik)
- Sammlungen und Kunstbesitz der TU Dresden
- GEHE-Ausstellung zur Dresdner Pharmaziegeschichte (in Dresden-Klotzsche)[5]
- Medizinhistorische Sammlung der Technischen Universität Dresden[6]